# 江南大学校
神学校から発展したキリスト教系の大学である。校訓は 「敬天愛人 （경천애인）」。
2011年4月現在、学部生10,473名・大学院生601名、専任教員約220名が在籍する。

## 沿革
- 1946年8月1日 : 李浩彬（イ・ホビン）牧師により中央神学院として創立。
- 1946年11月4日 : ソウルのYMCA講堂にて開院。
- 1948年8月 : 中央神学校（4年制）となる。
- 1951年6月 : 朝鮮戦争のため済州島に本校移転。
- 1953年6月 : 韓国最初の社会事業学科を設置。
- 1954年9月 : ソウル市内に復帰。
- 1962年5月16日 : 軍政の学校整備令により閉校。
- 1964年3月12日 : 中央神学校 再設立認可（京畿道富川市）。
- 1967年8月 : ソウル鍾路区長沙洞に移転。
- 1974年9月 : ソウル江南区大峙洞に移転。
- 1975年4月23日 : 4年制大学と同等学歴の学校と認定される。
- 1976年5月21日 : 江南社会福祉学校と改称。
- 1980年3月1日 : 現・龍仁キャンパスに移転。
- 1989年10月27日 : 江南大学への改編認可（3学部14学科）。
- 1990年3月 : 江南大学開学。
- 1992年4月1日 : 総合大学へ昇格、江南大学校となる（6学部26学科）。
- 1993年9月 : 6単科大学28学科体制となる。神学大学院を設置。
- 1994年10月 : 一般大学院・社会福祉大学院を設置。
- 2004年7月 : 独逸ヴァイマル音楽学部を設置[2]。
- 2010年5月 : 師範大学附設幼稚園 開園。
- 2011年3月 : 龍仁江南学校（特殊学校）開校。

## 組織
2012年7月現在。

### 大学
- 人文大学
  - 神学科、哲学科、国語国文学科、文献情報科、英文学科
- 国際学大学
  - 国際地域学部（カナダ学専攻・カザフスタン学専攻・国際関係学専攻・英米学専攻）、国際通商学科
- 師範大学
  - 教育学科、乳児教育科、初等特殊教育科、中等特殊教育科
- 中国学大学
  - 中国語文化学科、中国実用地域学科
- 経営大学
  - 経営学部（経営学専攻）
- 社会福祉大学
  - 社会福祉学部（社会事業学専攻・老人福祉学専攻）
- 社会科学大学
  - 経済学科、法学科、行政学科、不動産学科、税務学科
- 工科大学
  - 電子工学科、産業システム工学科、建築工学科、応用数学科、都市工学科、コンピュータメディア情報工学部（コンピュータ工学専攻・メディア情報工学専攻）、工科大学自律専攻学部
- 芸体能大学
  - 絵画デザイン学部（絵画専攻・産業デザイン学専攻）、音楽学科、社会体育学科
- 独逸ヴァイマル音楽学部（ピアノ専攻・バイオリン専攻・チェロ専攻・フルート専攻・クラリネット専攻・ビオラ専攻）
- シルバー産業学部（シルバー産業学専攻）
- 自律専攻学部

### 大学院
- 一般大学院
- 社会福祉専門大学院
- 教育大学院
- 実践神学大学院
- 不動産・行政大学院

## 附設研究所
- 人文科学研究所
- 社会科学研究所
- 産学技術研究所
- 亜太（アジア・太平洋）国際学研究所